# Ponte Galeria-La Pisana

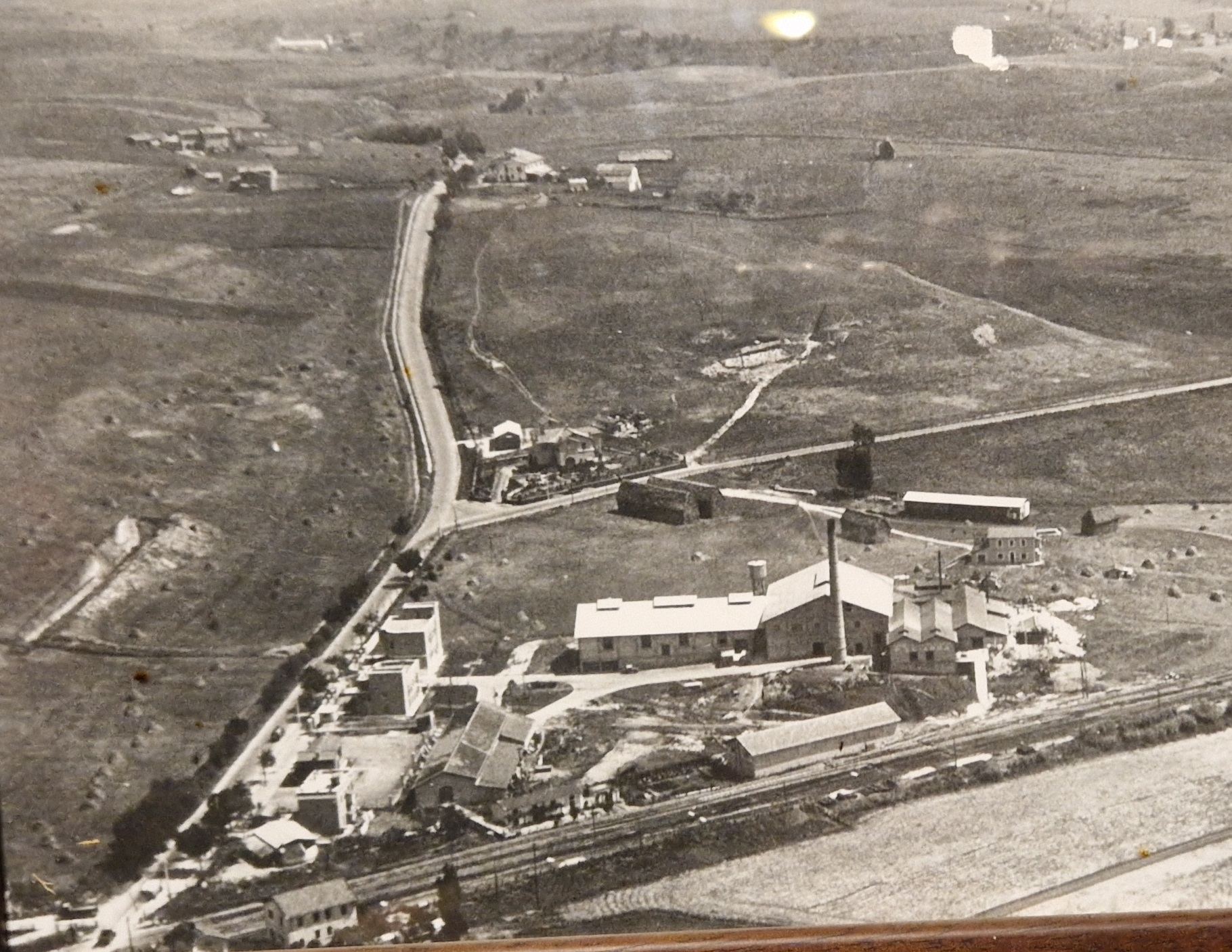
Veduta Aerea - 1932

Ponte Galeria-La Pisana è una frazione di Roma Capitale (zona "O" 64), situata in zona Z. XLI Ponte Galeria, nel territorio del Municipio Roma XI (ex Municipio Roma XV).
Sorge sul lato sud di via della Pisana, dopo il bivio con via di Monte Stallonara.

## Geografia antropica
Sul lato est della frazione vi è un complesso di sei palazzine in stile modernista, progettato e costruito nel 1967-69 dall'architetto Attilio Lapadula per il collegio dei Missionari Scalabriniani. Nel 1973, l'Assemblea Regionale del Lazio, acquisì gli edifici e vi instaurò la nuova sede del Consiglio regionale della Regione Lazio.
Il complesso sorge su un'area verde di 20 ettari. Questa, il 22 febbraio 1996, successivamente all'omicidio dello statista israeliano Yitzhak Rabin avvenuto nel 1995, venne adibita a parco pubblico intitolato "Parco della Pace Yitzhak Rabin".

Nel parco fu impiantato un ulivo, donato dal Fondo Nazionale Ebraico (Keren Kayemeth LeIsrael), a simbolo della pace.

### Odonimia
Le sole cinque strade di Ponte Galeria-La Pisana sono dedicate a comuni della Sardegna.